# Golgo 13: El profesional
Golgo 13: The Professional, conocido simplemente como Golgo 13 (ゴルゴ13) en Japón, es una adaptación de la película animada japonesa de la serie de manga Golgo 13 lanzada el 28 de mayo de 1983 por Tokyo Movie Shinsha. Es la primera película animada basada en el manga y la tercera película en general. En España, fue distribuida en VHS por Manga Films.

## Argumento
Después de asesinar al hijo del magnate de los negocios Leonard Dawson, Golgo 13 se ve presa de la CIA y del ejército de EE. UU., a quien Dawson contrató personalmente para asesinar al asesino. Con el paso de los días, Dawson pierde lentamente la cordura mientras sigue tramando cada intento de matar a Golgo 13, incluso sin importar quién contrató al asesino para matar a su hijo.

## Reparto de voces
| Personaje                    | Japonés           | Inglés                         | Español              |
| ---------------------------- | ----------------- | ------------------------------ | -------------------- |
| Duke Togo/Golgo 13           | Tetsurō Sagawa    | Greg Snegoff                   | César Martínez       |
| Leonard Dawson               | Gorō Naya         | Michael McConnohie             | José Antequera       |
| Cindy                        | Toshiko Fujita    | Joyce Kurtz                    |                      |
| Teniente Bob Bragan          | Kōsei Tomita      | Mike Reynolds                  | Antonio García Moral |
| General T. Jefferson         | Kiyoshi Kobayashi | Ed Mannix                      | José Félix Pons      |
| Laura Dawson                 | Reiko Mutō        | Edie Mirman                    | María Pilar Quesada  |
| Rita                         | Kazue Komiya      | Diane Michelle                 | Lola Oria            |
| E. Young                     | Ichirō Murakoshi  | Mike Forrest                   |                      |
| F. Garvin                    | Shingo Kanemoto   | David Povall                   |                      |
| Relojero                     | Koichi Chiba      | Jeff Winkless                  | Javier Viñas         |
| Pablo                        | Takeshi Aono      | Kerrigan Mahan                 |                      |
| Robert Dawson                | Kei Tomiyama      | Tony Oliver                    | Angel de Gracia      |
| Obispo Moretti               | Rokurō Naya       | John Dantona                   |                      |
| Paco                         | Shunsuke Shima    | Steve Kramer                   |                      |
| Albert                       | Kōichi Kitamura   | Milt Jamin                     | Fernando Ulloa       |
| Emily Dawson                 | Kumiko Takizawa   | Karlyn Michelson               |                      |
| Operador de la Computadora 1 | Kazuo Hayashi     | Carl Macek                     |                      |
| Guardaespaldas de Cindy      | Daisuke Gōri      | Kerrigan Mahan                 |                      |
| Esbirro de Cindy             | Issei Futamata    | Jeff Winkless                  |                      |
| Carcelero                    | Yūsaku Yara       | Simon Prescott (sin acreditar) |                      |
| Snake                        | Mitsuo Senda      | Greg Snegoff                   |                      |
| Oro                          | Desconocido       | Eddie Frierson                 |                      |
| Plata                        | Desconocido       | Kerrigan Mahan                 |                      |

## Producción
Golgo 13: El profesional incorporó animación por computadora, que estaba en su infancia en ese momento. Esto es más notable en una escena en la que helicópteros del ejército dan vueltas alrededor de la Torre Dawson y atacan a Golgo 13 mientras asciende hacia la oficina de Dawson en el último piso. La escena de CGI fue creada por Koichi Omura y Satomi Mikuriya en Toyo Links.